# ماریا پاووئوفسکا
ماریا پاووئوفسکا (لهستانی: Maria Pawłowska؛ زادهٔ ۸ فوریه ۱۹۹۱) بازیگر و صداپیشه اهل لهستان است.
از فیلم‌ها یا مجموعه‌های تلویزیونی که وی در آن‌ها نقش داشته‌است، می‌توان به کلبه جنگلی، صد سال خاندان وینیخ، پدر متیو، ورشو ۴۴، ع چون عشق، هتل ۵۲ و دوستان اشاره نمود.